# Вехотнянка
Вехотнянка — річка у Вовковиському районі, Гродненська область, Білорусь. Ліва притока річки Росі (басейн Німану).

## Опис
Довжина річки 10 км, похил річки 5,4 м/км, площа басейну водозбору 59 км². Формується безіменними струмками та загатами.

## Розташування
Бере початок на південно-східній околиці села Дихновічи. Тече переважно на північний схід через села Вехотницю та Станківци й біля селища Рось впадає в річку Рось, ліву притоку річки Німану.